# Hidalgo (Coahuila)
Hidalgo è un comune del Messico, situato nello stato di Coahuila, il cui capoluogo è la località omonima.